# フォルニ・ディ・ソプラ
フォルニ・ディ・ソプラ（伊: Forni di Sopra）は、イタリア共和国フリウリ＝ヴェネツィア・ジュリア州ウーディネ県にある、人口約900人の基礎自治体（コムーネ）。タリアメント川の源流がある。夏季・冬季ともに人気のある山岳リゾート地である。

## 名称
標準イタリア語以外では以下の名称を持つ。
- フリウリ語: For Disore
- フリウリ語カルニア方言: For Disora

## 地理

### 位置・広がり
ウーディネ県北西部、カルニア地方のコムーネで、ウーディネ県西端のコムーネである。アルタ・ヴァル・タリアメント (it:Alta Val Tagliamento) の最も奥に位置する。役場のあるヴィコ（Vico）の集落はタリアメント川左岸に位置し、トルメッツォの西約34km、ベッルーノの北東約42km、リエンツの南南西約47km、県都ウーディネの北西約64kmに位置する

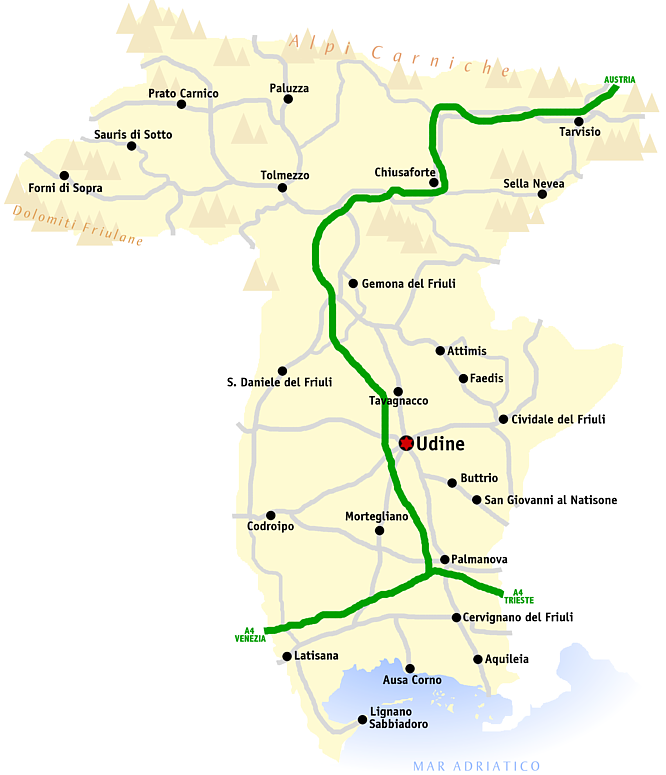
ウーディネ県概略図

。

#### 隣接コムーネ
隣接するコムーネは以下の通り。括弧内のPNはポルデノーネ県、BLはベッルーノ県所属を示す。
- サウリス - 北東
- フォルニ・ディ・ソット - 東
- クラーウト (PN) - 南
- チモラーイス (PN) - 南西
- ドメッジェ・ディ・カドーレ (BL) - 西
- ロレンツァーゴ・ディ・カドーレ (BL) - 西
- ヴィーゴ・ディ・カドーレ (BL) - 北

### 地勢
ドロミーティ山地の一角、ドロミティ・フリウラーネ (it:Dolomiti Friulane) の山々に囲まれており、コムーネの西方には Cridola (2581 m) や Monfalconi (2548 m) が聳える（いずれも山頂はコムーネ外）。コムーネの南部には Pramaggiore (2478 m) 、monti Bivera (2473 m) がある。北東部には Clap Savon (2462 m)、 Clap Varmost (2073 m) がある。
村の一部はドロミティ・フリウラーネ国立公園 (it:Parco naturale delle Dolomiti Friulane) に含まれている。

### 気候分類・地震分類
フォルニ・ディ・ソプラにおけるイタリアの気候分類 (it) および度日は、zona F, 3798 GGである。
また、イタリアの地震リスク階級 (it) では、zona 2 (sismicità media) に分類される。

## 歴史
ケルト人の村を起源とする。村の所在が文書の上で初めて確認されるのは778年である。
この村はフォルニ・ディ・ソットとともにサヴォルニャン家 (it:Savorgnan) の所領であり、長らくカルニアの他の村とは区別して考えられていた。このため、二つの村の地域を Forni Savorgnani とも呼ぶ。

## 社会

### 経済・産業
村の経済は主として観光業で成り立っている。フリウリ＝ヴェネツィア・ジュリア州の代表的な山岳リゾート地の一つであり、風光明媚なアルプスの景観と、優れたアルペンスキーのコース（特にVarmostの南麓にあるもの）のために、夏季・冬季ともに人気がある。
フォルニ・ディ・ソプラのコムーネは、環境に優しい交通手段によるツーリズムを推進する「アルプスの真珠」コンソーシアムに参加している。

### 言語
住民の多くは、フリウリ語のカルニア方言を話している。
2007年12月18日に制定された、フリウリ語の保護と振興に関するフリウリ＝ヴェネツィア・ジュリア州の州法（Legge regionale 18 dicembre 2007, n. 29 "Norme per la tutela, valorizzazione e promozione della lingua friulana"）により、標準フリウリ語と現地方言による地名表記の規範化がなされた。

## 行政

### 分離集落

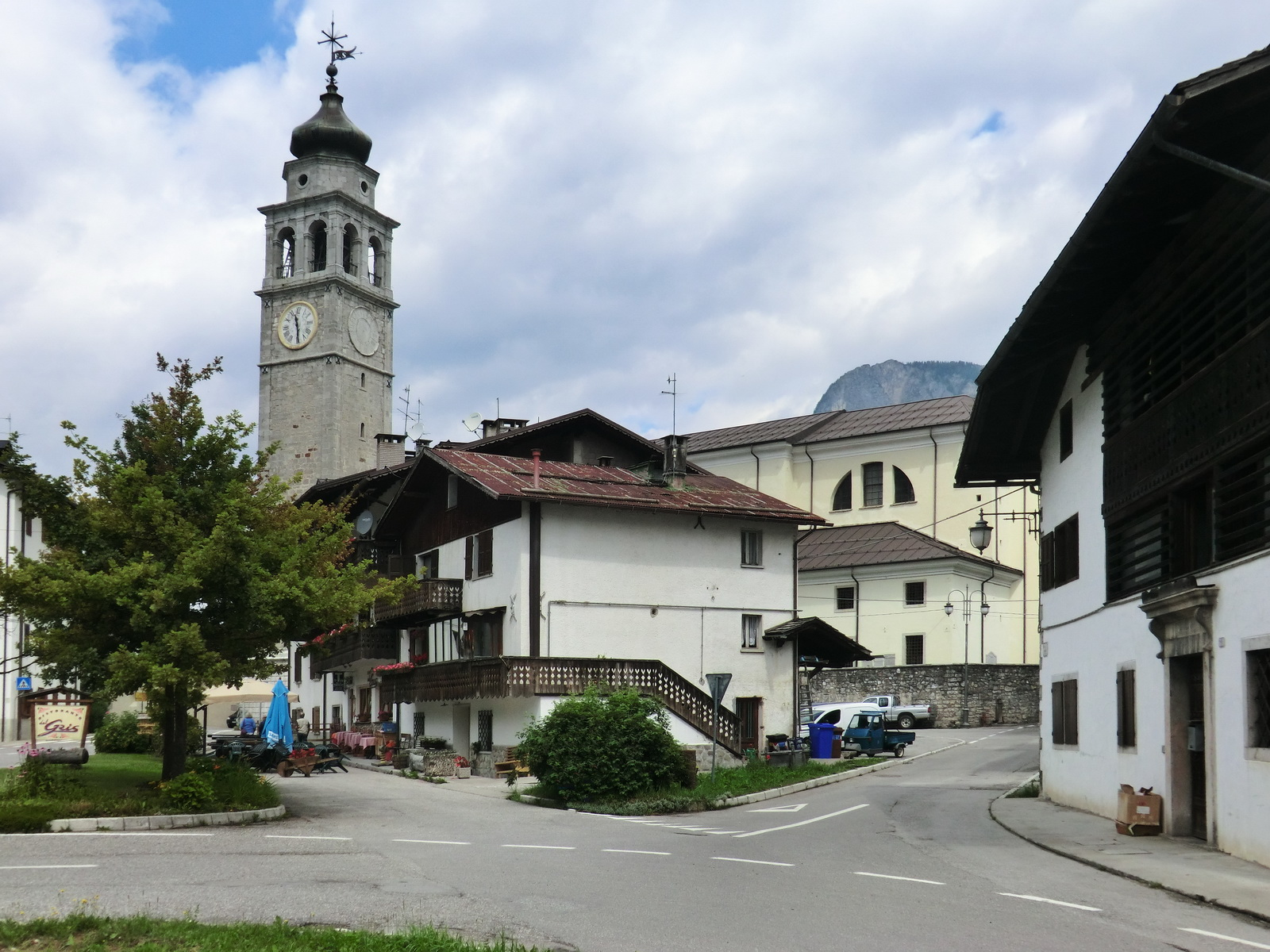
集落

コムーネは、3つのフラツィオーネ（分離集落）に分けられる。村役場はVicoに置かれている。イタリア語/フリウリ語の名称および標高は以下の通り。
- Andrazza / Dondrassa - 885 m
- Cella / Siela - 876 m
- Vico / Vîc  - 907 m

## 交通

### 道路
国道
- SS52  (it:Strada statale 52 Carnica) 
〔… - ロレンツァーゴ・ディ・カドーレ〕 - フォルニ・ディ・ソプラ - 〔フォルニ・ディ・ソット - トルメッツォ - …〕